# STS-61-N
STS-61-N seria uma missão da NASA realizada pelo ônibus espacial Columbia. O lançamento estava previsto para 4 de setembro de 1986, contudo foi cancelada após o desastre do Challenger.

## Tripulação
| Comandante                    | Brewster Shaw                               | Brewster Shaw                               | Brewster Shaw                               |
| Piloto                        | Michael James McCulley                      | Michael James McCulley                      | Michael James McCulley                      |
| Especialista de missão 1      | David Cornell Leestma                       | David Cornell Leestma                       | David Cornell Leestma                       |
| Especialista de missão 2      | James Craig Adamson                         | James Craig Adamson                         | James Craig Adamson                         |
| Especialista de missão 3      | Mark Neil Brown                             | Mark Neil Brown                             | Mark Neil Brown                             |
| Engenheiro militar espacial 1 | Frank James Casserino, USAF 1º voo espacial | Frank James Casserino, USAF 1º voo espacial | Frank James Casserino, USAF 1º voo espacial |

## Tripulação Reserva
| Engenheiro Militar Espacial | Daryl James Joseph | Daryl James Joseph | Daryl James Joseph |

## Objetivos
Missão planejada para o Departamento de Defesa dos Estados Unidos (DoD). Cancelada após o desastre do Challenger.

## Referência
1. ↑  «Space Shuttle shedule 1986». Flight International. Consultado em 28 de Fevereiro de 2008. Cópia arquivada em 20 de maio de 2013